# Понгув (Опольське воєводство)
Понгув (пол. Pągów, нім. Pangau) — село в Польщі, у гміні Вількув Намисловського повіту Опольського воєводства.
Населення — 468 осіб (2011).
У 1975-1998 роках село належало до Опольського воєводства.

## Демографія
Демографічна структура станом на 31 березня 2011 року:
|          | Загалом | Допрацездатний вік | Працездатний вік | Постпрацездатний вік |
| -------- | ------- | ------------------ | ---------------- | -------------------- |
| Чоловіки | 226     | 52                 | 159              | 15                   |
| Жінки    | 242     | 55                 | 147              | 40                   |
| Разом    | 468     | 107                | 306              | 55                   |